# Ill Niño
Ill Niño es un grupo de nu metal y metal alternativo de raíces latinoamericanas, cuyos integrantes son de países como Perú, Venezuela, Guatemala, Brasil, México, República Dominicana. Actualmente viven en Nueva Jersey (Estados Unidos).
En inglés, el nombre significa ‘Malvado Fenómeno del Niño’, siendo ill: ‘Malvado, Enfermo’, y Niño es un fenómeno meteorológico de la costa pacífica de Sudamérica, que provoca lluvias e inundaciones.
«La idea de tocar está en ser tan bestial como sea posible pero también en ser lo más melódico posible con un giro latino y con algunos acordes flamencos y tambores de las islas», dice el baterista de origen peruano Dave Chavarri, que además es líder, fundador y productor.

## Historia

### Inicios (1998-2000)
Ill Niño fue fundado en 1998 por el baterista Dave Chavarri, lanzando un demo con Jorge Rosado (antes en Merauder), como vocalista y Cristian Machado como bajista. Al año siguiente, se separó de Rosado, y empezó a buscar un nuevo vocalista, pero finalmente se decidió que la mejor decisión era Machado. El Niño luego cambió su nombre por el de Ill Niño, en alusión al fenómeno climático, lanzando un EP en 2000, y firmando con Roadrunner Records poco después.

### Revolution Revolución(2000-2002)
Ill Niño lanzó su álbum debut, Revolution Revolución, el 18 de septiembre de 2001. En él se muestra en la carátula frontal una imagen de la momia de Paracas. En apoyo del lanzamiento del álbum, la banda formó parte del Ozzfest y Jägermeister en el año 2002. El sencillo del álbum, What Comes Around, recibió un airplay significativo en MTV2 y en las cartas de Active Rock. A principios de 2003, justo antes de que Ill Niño fuese creado para registrar el seguimiento del Revolution Revolución, el guitarrista Marc Rizzo y el percusionista Roger Vásquez abandonaron la banda. Rizzo se quedó a bordo el tiempo suficiente para grabar algunas de las guitarras para el nuevo álbum, a continuación, la banda contrató al percusionista Danny Couto para reemplazar a Roger Vásquez. Poco antes del lanzamiento del álbum Confession, la banda contrató a Luster Ahrue, exmiembro de Machine Head, para llenar el lugar vacante de guitarra.

### Confession, partida de Marc Rizzo (2002-2004)
En 2002, el vocalista de la banda, Cristian Machado realizó con Soulfly el tema «Uno", para el segundo álbum de la banda, Confession, compartiendo temas vocales con Max Cavalera.
Confession, fue lanzado el 30 de septiembre de 2003. El álbum debutó en el n.º 37 en los Billboard 200 charts. El primer sencillo, «How Can I Live», fue presentado en la película Freddy contra Jason como parte de la banda sonora de la película, y posteriormente fue su primer sencillo para entrar en las listas de Billboard, con un pico en el N º 26 en los Mainstream Rock charts. El álbum había vendido más de 110.000 copias en los Estados Unidos en los primeros cinco meses de su lanzamiento.
Marc Rizzo, el fundador de esta banda acompañado con Dave Chavarri, dejó el grupo para irse con la banda brasileña Soulfly para tomar el reemplazo de Mike Doling.

### One Nation Underground(2005-2007)
El tercer álbum de la banda, One Nation Underground, fue lanzado el 27 de septiembre de 2005. El álbum debutó en el n.º 101 en el Billboard 200 charts, y se esforzó por vender, así como su predecesor, Confession. La banda anunció que se habían dividido de Roadrunner Records el 15 de julio de 2006.
Nueve días después, se anunció que Ill Niño había firmado un nuevo contrato con los recientemente formados Cement Shoes Records. El baterista Dave Chavarri afirmó que su separación de Roadrunner fue «amistosa», pero consideraron que no estaban recibiendo la atención adecuada y el apoyo de Roadrunner que habían recibido en sus dos últimos lanzamientos. En algún momento, durante este tiempo, por razones desconocidas, la banda se separó del guitarrista Jardel Martins Paisante, y lo reemplazó por Diego Verduzco.
Roadrunner Records lanzó The Best of Ill Niño el 29 de septiembre de 2006. El álbum incluye 13 temas de sus tres lanzamientos con Roadrunner. Sin embargo, sólo se emitió en los EE. UU.
Como etapa previa a su debut en Cement Shoes Records, la banda lanzó cinco temas en el EP Under Cover Sessions el 7 de noviembre de 2006. Tres versiones de la cubierta fueron registradas, que incluyen «Zombie Eaters» de Faith No More, «Territorial Pissings» de Nirvana, y «Red Rain» de Peter Gabriel. Dos nuevas canciones, «Arrastra» y «Reservation For Two», también fueron incluidos. En su primera semana de lanzamiento se vendieron 1300 copias.

### Enigma(2008-2009)
El cuarto álbum de la banda, Enigma, tenía previsto salir a la venta el 9 de octubre de 2007, pero fue aplazado varias veces, siendo lanzado finalmente el 11 de marzo de 2008.
Ill Niño realizó diversas giras por Europa, América del Norte y del Sur, promocionando el álbum Enigma, y en enero de 2009 se separaron de Cement Shoes Records. Durante el tiempo de inactividad de la banda, varios miembros establecieron empresas de producción para apoyar a los artistas más jóvenes. David Chavarri supervisó su sociedad de gestión, Gestión de la CIA, mientras producía registros para las bandas Exilia y May The Silence Fail.
Cristian Machado y Pina Laz trabajaron con numerosos artistas y bandas, incluyendo ARTWORK, Iratetion, Milicia K-9, Davola y Convictos, en su nuevo estudio de producción en Nueva Jersey, Sound Wars Studios. Luster Ahrue produjo artistas con su compañía de producción con sede en Colorado, Producciones Ilustres. Mientras tanto, el guitarrista Diego Verduzco abrió su propia tienda de tatuajes, llamada Artifact Tattoo, en California.

### Dead New World(2010-2011)
En marzo de 2010, la banda anunció que habían firmado un contrato con Victory Records, pudiendo aparecer el nuevo álbum en abril, producido por Dave Chavarri, Cristian Machado, Pina Laz, y Luster Ahrue. La coproducción provendría de Sahaj Ticotin (AR) y Clint Lowery de Sevendust. El 2 de junio de 2010, Ill Niño dio a conocer un tema nuevo, «Scarred (My Prison)», de su álbum Dead New World.
Dead New World fue puesto a la venta el 25 de octubre de 2010. La banda llevó a cabo una gira por Australia en febrero y marzo de 2011, como parte del Festival de Soundwave.

### Epidemia(2012-2013)
En febrero de 2012, Ill Niño anunció su regreso a los estudios de grabación para preparar, lo que sería, su sexto álbum, preparan su lanzamiento para el verano, de la mano de Victory Records. Las sesiones de grabación se iniciaron el mes siguiente en Hoboken, Nueva Jersey, Austin, Texas, Denver y Colorado.
Cristian Machado, vocalista de la banda, comentó: «Es 2012 y estamos todos vivos. Es el momento de redefinir el metal de Estados Unidos».
El baterista/fundador, Dave Chavarri, agregó: «En esta ocasión, queremos explorar los ritmos latinos y tribales que nunca han aparecido en las últimas cinco versiones, abriéndonos nuevas fronteras musicales».
El sexto álbum fue titulado Epidemia. Fue lanzado de 22 de octubre de 2012 por la empresa discográfica Victory Records. Al revelar la portada del álbum, un clip de YouTube fue publicado, vista previa de una nueva canción, titulada «The Depression» en el nuevo CD. 

### Till Death, La Familia(2014-2016)
Después de terminar la gira promocional de Epidemia a finales de 2013, la banda regresaría al estudio para trabajar en nuevo material musical a principios de 2014. En abril de ese mismo año la banda anunció el nombre de su séptimo álbum de estudio titulado Till Death, La Familia. Este sería el último álbum de estudio de lll Niño con su alineación original, sería el último trabajo de la banda con Cristian Machado como vocalista, Diego Verduzco Cómo guitarrista rítmico, Ahrue Luster guitarra líder melódica y Oscar Santiago como percusionista rítmico. El álbum fue publicado en 22 de julio de 2014 por Victory Records, el álbum debutó en el puesto número 177 de la lista de Billboard 200, según la revista Metal Hammer.
La banda realizó un tour por América del Norte, Sudamérica y Europa para promocionar el disco a finales de 2014, a mediados de 2015 y a principios de 2016 para la promoción del álbum. En 2017, la banda dio giras en gran parte de Estados Unidos y Latinoamérica.

### Nueva Formación Y Nuevo Sencillo, Sangre(2019-presente)
El 15 de enero de 2019, Ill Niño lanzó un nuevo sencillo titulado "Sangre" y Chavarri anunció que la banda tenía una nueva formación y él y Pina reclutaron al vocalista Marcos Leal y a los guitarristas Jes DeHoyal y Sal Domínguez. Esto llevó a informes de que Machado, Luster, Santiago y Verduzco se habían apartado de la banda. Sin embargo, un día después, Machado, Luster, Santiago y Verduzco rechazaron los informes que afirmaban que habían abandonado la banda y que el trío había prometido continuar con su propia versión de la banda (Lions at the Gate).
La disputa entre ambas bandas que afirmaban ser Ill Niño llegó a los tribunales, que dieron la razón a Chavarri y Pina, sosteniendo que les correspondía a ellos el derecho a utilizar el nombre Ill Niño.

## Miembros

### Actuales
- Dave Chavarri - batería (1998-presente), percusión (1998-1999)
- Lázaro Pina - bajo (1999-presente)
- Daniel Couto – percusión (2003–2013, 2019-presente)
- Marc Rizzo - guitarra líder (1998, 1999–2003, 2021–presente)
- Sal Domínguez – guitarra rítmica (2019–presente)
- Miggy Sanchez – percusión - coros (2022–presente)

### Antiguos miembros
- Daniel Gómez – guitarra rítmica (1998)
- Jorge Rosado – vocals (1998–1999)
- Roger Vásquez – percusión (1999–2003)
- Omar Clavijo – dj, teclados, samplers, percusión (2003–2004), miembro de estudio (2003-2006)
- Jardel Martins Paisante – guitarra rítmica (1999–2006)
- Cristian Machado – voz (1999-2019), bajo (1998-1999)
- Ahrue Luster - guitarra líder (2003–2019)
- Diego Verduzco – guitarra rítmica (2006–2019)
- Óscar Santiago – percusión (2013–2019)
- Marcos Leal – voz (2019-2024)

## Discografía

### Álbumes de estudio
- Revolution Revolución (2001)
- Confession (2003)
- One Nation Underground (2005)
- Enigma (2008)
- Dead New World (2010)
- Epidemia (2012)
- Till Death, La Familia  (2014)
- IllMortals (2021)